# Kepler-88
Désignations
- Gaia DR2 : 2101507367429089664
- Gaia DR3 : 2101507367429089664
- KIC : 5446285
- 2MASS : J19243554+4040098
- TIC : 122712595
- UCAC4 : 654-072044

Kepler-88 est une étoile de type spectral G située à 1230 années-lumière (380 parsecs) du Soleil dans la constellation de la Lyre, avec trois exoplanètes confirmées. Le catalogue Simbad répertorie un type spectral de sous-géante G8IV, tandis que d'autres bases lui attribuent un type spectral G6V dans la séquence principale. Ce dernier est plus cohérent avec ses propriétés ; elle est en effet moins lumineuse que le Soleil.

## Système planétaire
En avril 2012, des scientifiques ont découvert grâce à Kepler qu'une planète candidate, KOI-142.01 (Kepler-88b), présentait d'importantes variations du moment de transit causées par une planète tierce (non transitante). Ces variations temporelles étaient suffisamment grandes pour modifier également la durée des transits de Kepler-88b et ont permis d'encadrer étroitement les masses des deux planètes. L'existence de la planète non transitante, Kepler-88c, a été confirmée par la méthode des vitesses radiales en novembre 2013. 
Kepler-88b est la planète la plus interne du système. Elle est de la taille de Neptune, mais presque deux fois moins massive. Kepler-88c est environ 67 % plus massive que Jupiter, mais son rayon est inconnu car elle ne transite pas devant son étoile. 
Kepler-88d tourne autour de son étoile en quatre ans, et son orbite est fortement elliptique. Avec une masse triple de Jupiter, c'est la plus massive connue du système. Sa découverte repose sur six années de suivi de vitesse radiale (RV) par le spectrographe HIRES de l'observatoire Keck.